# رامین نصیرلی
رامین نصیرلی (ترکی آذربایجانی: Ramin Nəsirli؛ زادهٔ ۲۴ سپتامبر ۲۰۰۲) بازیکن فوتبال اهل جمهوری آذربایجان است.